# Antonin Galipeault
Antonin Galipeault, fils de Louis-Édouard Galipeault, notaire, et de Marie-Caroline Ratel, né le 7 août 1879 à Maskinongé, et mort le 12 mai 1971 à Québec, est un juriste et homme politique québécois. Il est juge en chef du Québec de 1950 à 1961.

## Biographie

### Études et avocat
Antonin Galipeault étudie au séminaire de Joliette et à l'Université Laval, puis il entre dans le barreau du Québec en 1900.
Il exerce son métier d'avocat et travaille avec Joseph-Napoléon Francoeur et Louis St-Laurent pour ensuite devenir président de la société Saint-Jean-Baptiste de Québec. Après une première tentative d'être élu député provincial en 1904, il devient conseiller municipal pour la ville de Québec.
Il devient bâtonnier du Québec de 1923 à 1924.

### Politique
Il est élu député de Bellechasse en 1909, puis il est réélu en 1912, 1916, 1919, 1923 et 1927. Il a notamment été président de l'Assemblée nationale du Québec de 1916 à 1919 et ministre des travaux publics sous Louis-Alexandre Taschereau.

### Fin de carrière
Il quitte la vie politique en 1930 pour devenir juge en chef de la Cour du banc du roi. Lorsque le lieutenant-gouverneur du Québec est absent de 1950 à 1953, il doit administrer la province de Québec.
Ayant pris sa retraite en 1963, il meurt à Québec le 12 mai 1971 à l'âge de 91 ans, trois mois avant son 92e anniversaire.

## Honneurs et hommages
Il avait reçu un doctorat honorifique à l'Université Laval en 1925.
Il existe plusieurs ponts nommés en son honneur: le pont Galipeault au centre du village de Maskinongé, le pont Galipeault de Grande-Vallée et le pont Galipeault qui relie l'Île-Perrot à Sainte-Anne-de-Bellevue.
L'avenue Galipeault a été nommée en son honneur, en 1922, dans la ville de Québec.

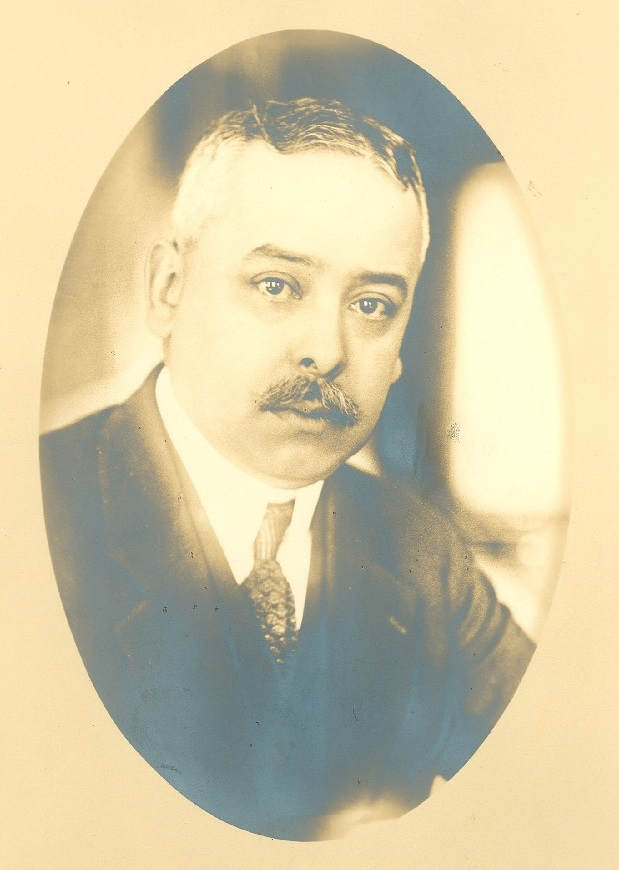
Antonin Galipeault, ca. 1930.
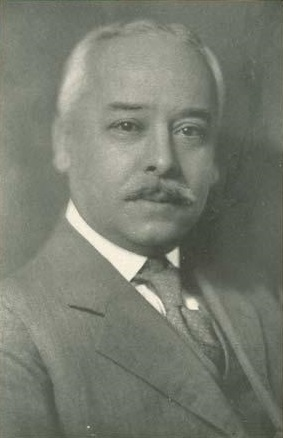
Antronin Galipeault, ca. 1950.